# ديرفيلد مانجمنت
ديرفيلد مانجمنت ("ديرفيلد") (بالإنجليزية: Deerfield Management)‏، هي شركة استثمار أمريكية مقرها في مدينة نيويورك. تركز على إجراء استثمارات عامة وخاصة في قطاعات الرعاية الصحية والتكنولوجيا الحيوية. يعتبر ديرفيلد واحدًا من أكبر الشركات المتخصصة في مجال الاستثمار في مجال الرعاية الصحية في العالم.

## خلفية
تأسست ديرفيلد في عام 1994 على يد أرنولد سنايدر برأس مال قدره 17 مليون دولار. كان سنايدر في وقت سابق محللًا لشركات الأدوية في Kidder Peabody، ثم مديرًا تنفيذيًا في Tiger Management، مما جعل ديرفيلد واحدة من صناديق Tiger Cubs التي أسسها موظفون سابقون في Tiger Management.
في عام 2000، انضم جيمس فلين إلى ديرفيلد وأصبح فيما بعد الرئيس التنفيذي للشركة.
في عام 2005، تقاعد سنايدر رسميًا من ديرفيلد.
في فبراير 2019، أُفيد أن ديرفيلد كانت مربحة خلال الخمس سنوات الأخيرة، حيث حققت مكاسب بنسبة مضاعفة في أربع منها. سُجل عائد بنسبة 11% في عام 2018.
في مايو 2019، استحوذت ديرفيلد على 345 بارك أفينيو ساوث والذي سيصبح مقرها الرئيسي الجديد.

## صفقات ملحوظة
في أغسطس 2015، استحوذت شركة ديرفيلد على IMRIS بعد أن تقدمت بطلب الحماية من الإفلاس بموجب الفصل 11.
في أبريل 2017، استحوذت شركة ديرفيلد على شركة Adeptus Health، بعد أن تقدمت بطلب الحماية من الإفلاس بموجب الفصل 11.
في أكتوبر 2017، التزمت ديرفيلد بمبلغ 50 دولارًا مليون دولار للمعهد الواسع لتعزيز اكتشاف الأدوية.
في مارس 2019، أعلنت ديرفيلد عن شراكة استراتيجية مع جامعة هارفارد لتمويل تطوير الأدوية وعلاجات الطب. ستلتزم ديرفيلد بتقديم 100 مليون دولار لهذا الغرض، والتي ستمول من خلال شركة جديدة تسمى Lab1636.
في أبريل 2020، استحوذت شركة ديرفيلد على شركة Melinta Therapeutics، من خلال تبادل 140 مليون دولارًا من الديون المضمونة مقابل 100٪ من أسهم الشركة بعد أن تقدمت بطلب الحماية من الإفلاس بموجب الفصل 11.

## التداول من الداخل
في مايو 2017، قام المدعون الفيدراليون بتوجيه تهم التداول بالمعلومات الداخلية ضد أربعة أفراد هم كريستوفر وورال، موظف في إدارة الخدمات الطبية للمرضى (CMS)، وديفيد بلاسزتشاك، استشاري في مجال الاستخبارات السياسية، واثنان من متداولي ديرفيلد، تيودور هوبر وروبرت أولان. كانت هذه القضية تتعلق بمعلومات حول مستويات تمويل الحكومة لعلاجات السرطان وغسيل الكلى من 2012 إلى 2014، حيث حصل وورال على هذه المعلومات وقام بتمريرها إلى بلاسزتشاك، ثم حُوِّلت في النهاية إلى المتداولين الاثنين. وقال المدعون إنه باستخدام هذه المعلومات، جرى الرهان على أن أسهم ثلاث شركات للإشعاع ستنخفض، مما حقق لـ ديرفيلد ربحًا بقيمة 1.85 مليون دولار في عام 2012. وفي عام 2013، حصل موظفو ديرفيلد على معلومات إضافية من جهات الاتصال لرهان ضد فريزينيوس ميديكال كير مما أتاح لهم تحقيق ربح بقيمة 865،000 دولار. وتقدر أن التداولات المتعلقة بالمعلومات قد حققت أرباحًا إجمالية تزيد عن 7 ملايين دولار. تمت متابعة موظف ثالث من ديرفيلد، جوردان فوغل، في دعوى قضائية مدنية منفصلة. اعترف فوغل بالذنب في محاولة للحصول على رأفة وشهد في المحكمة. تراجعت أصول ديرفيلد المُدارة بنسبة 15% بحلول يونيو منذ بداية القضية.
وفي أغسطس 2017، وافق ديرفيلد على دفع 4.6 مليون دولار، لتسوية اتهامات من لجنة الأوراق المالية والبورصة، بأنها فشلت في الحصول على ضمانات داخلية كافية لمنع التداول من الداخل.
في سبتمبر 2018، حُكم على هوبر وأولان بالسجن لمدة ثلاث سنوات ودفع أكثر من 1.3 مليون دولار .
في يونيو 2021، حث محامين يمثلون موظفي ديرفيلد السابقين محكمة الاستئناف الفيدرالية في نيويورك على رفض إدانتهم بتداول المعلومات الداخلية بعد أن أمرت المحكمة العليا بإعادة النظر في قرارها السابق الذي أيدت فيه إدانتهم.
في ديسمبر 2022، ألغت محكمة الاستئناف الفيدرالية إدانات التداول الداخلي للأفراد الأربعة. وبقرار 2-1، أسقطت تهم الاحتيال والسرقة.

## روابط خارجية
- الموقع الرسمي